# Cieszanów (plaats)
Cieszanów is een stad in het Poolse woiwodschap Subkarpaten, gelegen in de powiat Lubaczowski. De oppervlakte bedraagt 15,09 km², het inwonertal 1868 (2005).